# ブラノ・ホリチェク
ブラノ・ホリチェク（Braňo Holiček、 1985年8月14日 - ）はスロバキアの俳優。

## 出演作品
| スタブアイコン | サブスタブ | この項目は、まだ閲覧者の調べものの参照としては役立たない、俳優（男優・女優）に関連した書きかけの項目です。この項目を加筆・訂正などしてくださる協力者を求めています（P:映画/PJ芸能人）。 |